# Ténès
Ténès (arabisk: تنس; berbisk: ⵜⴻⵏⴻⵙ) er en havneby i Algeriet med 35.459 (2008) indbyggere. Byen ligger ved floden Alalas udløb i Middelhavet. 

## Havnen
Fra havnen eksporteres skrot. Hver morgen holder en lang række lastbiler på strandvejen og venter på at blive lukket ind gennem hegnet af politiet, som der er meget af i Algeriet. Det gamle skrot bliver lastet på gammeldags skibe, der sejler det til Tyrkiet.
Der importeres en hel del gennem havnen. I 2007 blev der fx importeret en hel masse dele til et kraftværk der var ved at blive bygget længere henne ad kysten i Hadjret En Nouss, for at imødekomme efterspørgslen på elektricitet, der er en mangelvare i Algeriet, mens olie og gas er naturligt forekommende råvarer i rigelig mængde.

## Byen
I kvarteret omkring havnen bygges der mange nye huse og etageejendomme i Ténès for tiden. Den gamle by ligger et par kilometer derfra på toppen af en høj. Der er gode chancer for at se en flok får gå og græsse på gaden i byen, ligesom man uvægerligt vil høre en hane gale længe før solopgang og gerne akkompagneret af muslimsk bøn sendt ud af en højttaler på en minaret på en af de mange moskéer i byen.
Ved byen er en god strand, der er flittigt besøgt af badegæster om sommeren. Langs stranden løber strandvejen, der er velforsynet med små fiskerestauranter.